# La Loi de la jungle (film)
Pour l’article homonyme, voir La Loi de la jungle.
Pour plus de détails, voir Fiche technique et Distribution.
La Loi de la jungle est une comédie française réalisée par Antonin Peretjatko, sortie en 2016.

## Synopsis
Le monde du travail est un véritable champ de bataille : Marc Châtaigne va l'apprendre à ses dépens.
Stagiaire au ministère de la norme, Marc est envoyé en Guyane pour y valider un projet de piste de ski intérieure, "Guyaneige". Mais tout ne se passe pas comme prévu et il finit par se retrouver perdu dans la jungle en compagnie d'une autre stagiaire en ingénierie spécialisée dans la survie en milieu hostile.
De déconvenues en déconfitures, de malheurs en désastres, les deux compagnons vont croiser sur leur chemin des personnages singuliers, le tout dans une société qui fait rage autour d'eux.

## Fiche technique
- Titre : La Loi de la jungle
- Réalisation : Antonin Peretjatko
- Scénario : Antonin Peretjatko, Frédéric Ciriez et Maud Ameline
- Musique : Thomas de Pourquery
- Supervision musicale : Pascal Mayer et Steve Bouyer (Noodles)
- Montage : Xavier Sirven et Antonin Peretjatko
- Photographie : Simon Roca
- Décors : Yann Mégard et Serge Fernandez
- Costumes : Sidonie Pontanier
- Producteur : Alice Girard
- Productrice déléguée : Murielle Thierrin
- Producteur associé : Serge Hayat (Association de représentation des SOFICA)
- Production : Rectangle Productions, France 3 Cinéma, Orange Studio, Scope Pictures et IMAV, en association avec les SOFICA Cinémage 10, Cinéventure 1, Cofinova 12
- Distribution : Haut et Court
- Pays d'origine :  France
- Durée : 99 minutes
- Genre : comédie
- Dates de sortie :
  - France : 15 juin 2016

## Distribution
- Vincent Macaigne : Marc Châtaigne
- Vimala Pons : Tarzan
- Pascal Légitimus : Duplex
- Mathieu Amalric : Galgaric
- Fred Tousch : Friquelin
- Rodolphe Pauly : Damien
- Jean-Luc Bideau : Rosio
- Pascal Tagnati : Ulrich
- Thomas de Pourquery : Georges
- Philippe Laudenbach : De Rostiviec
- Ricky Tribord : un passager

## Accueil critique

### Notations
- Sens critique : 6,7 (sur 10)
- Télérama : 4 (sur 5)
- IMDB : 6,3 (sur 10)
- Allociné : 2,9 (sur 5)

### Distinction
- La Loi de la jungle a été classé no 8 dans le Top 10 2016 des Cahiers du Cinéma[1].
- En 2014, il reçoit le prix d'Aide à la Création de la Fondation Gan pour le Cinéma.